# Rejon Chromtau
Rejon Chromtau (kaz. Хромтау ауданы, Chromtau audany; ros. Хромтауский район, Chromtauskij rajon) – rejon w północno-zachodnim Kazachstanie, w obwodzie aktobskim. Siedziba administracyjna rejonu znajduje się w mieście Chromtau. W 2019 liczył 43 084.
Powstał 9 stycznia 1935 i został zatwierdzony przez Wszechrosyjski Centralny Komitet Wykonawczy 31 stycznia 1935, wówczas pod nazwą rejon noworossijski od nazwy siedziby – osiedla Noworossijskij. 4 maja 1993 dekretem Prezydium Rady Najwyższej Kazachstanu został przemianowany na rejon Chromtau.